# Metal Up Your Ass
Metal Up Your Ass är en livedemo av Metallica. Demon spelades in på Old Waldorf i San Francisco den 29 november 1982 och utgavs dagen därpå.

## Låtförteckning
1. Hit the Lights – 4:15 (Hetfield/Ulrich)
2. The Mechanix – 4:28 (Mustaine)
3. Phantom Lord – 4:59 (Hetfield/Ulrich)
4. Jump in the Fire – 4:40 (Mustaine/Hetfield/Ulrich)
5. Motorbreath – 3:05 (Hetfield)
6. No Remorse – 6:23 (Hetfield/Ulrich)
7. Seek & Destroy – 6:51 (Hetfield/Ulrich)
8. Whiplash – 4:08 (Hetfield/Ulrich)
9. Am I Evil? – 7:50 (Diamond Head-cover)
10. Metal Militia – 5:11 (Mustaine/Hetfield/Ulrich)

## Musiker
- James Hetfield – sång, kompgitarr
- Dave Mustaine – sologitarr
- Ron McGovney – basgitarr
- Lars Ulrich – trummor